# 東山古廟

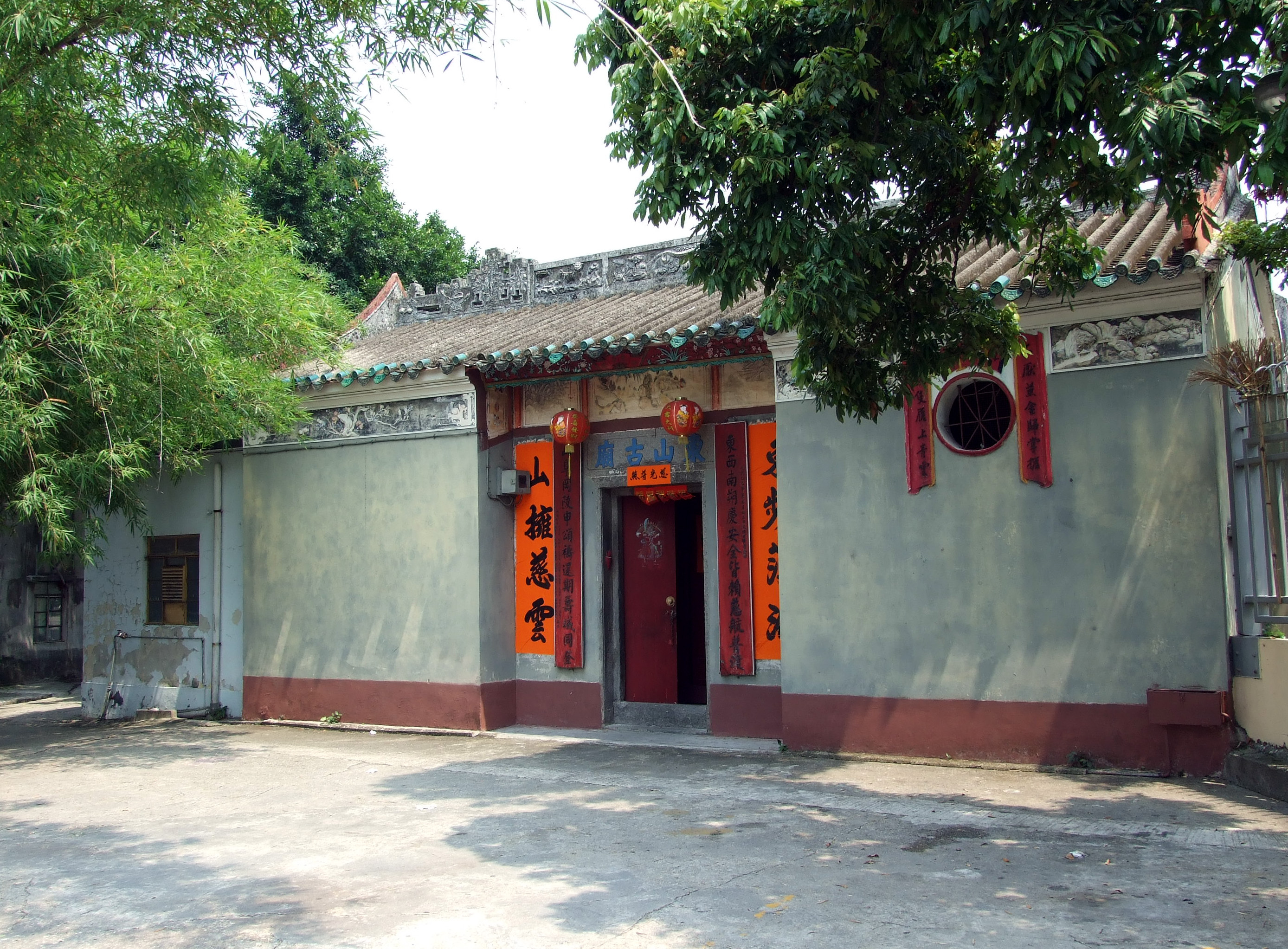
東山古廟

東山古廟是香港一所天后廟，位於新界元朗區新田永平村，鄰近青山公路。該廟最早建於明朝成化六年（1470年），後曾先後於清朝光緒十九年（1893年）、光緒三十一年（1905年）及1970年重修，被列為香港三級歷史建築。
東山古廟屬於三進式設計，由花崗岩建成，屋頂則以木骨架建成，並設有天井。相傳為新田文氏開基祖文世歌所建，以紀念新界文氏始祖文天瑞（號東山）。